# Oracle Challenger Series – Indian Wells 2019/Damen/Qualifikation
Dieser Artikel zeigt die Ergebnisse der Qualifikationsrunden für die Oracle Challenger Series – Indian Wells 2019 des Damentennis. Insgesamt nahmen 4 Spielerinnen im Einzel an der Qualifikation teil.

## Einzel

### Setzliste
| Nr. | Spielerin     | Erreichte Runde     |
| --- | ------------- | ------------------- |
| 01. | Mayo Hibi     | Qualifikationsrunde |
| 02. | Jovana Jakšić | Qualifikationsrunde |

Zeichenerklärung
- Q = Qualifikant
- WC = Wildcard
- LL = Lucky Loser
- ITF = qualifiziert über ITF-Ranking
- ALT = alternate (Ersatz)
- PR = Protected Ranking
- SE = Special Exempt
- r = retired (Aufgabe)
- d = Disqualifikation
- w.o. = walkover
- [ ] = Match-Tie-Break

### Ergebnisse
|  | Qualifikationsrunde |               |    |   |   |
|  |                     |               |    |   |   |
|  | 1                   | Mayo Hibi     | 6  | 3 | 4 |
|  | WC                  | Ena Shibahara | 2  | 6 | 6 |
|  |                     |               |    |   |   |
|  | 2                   | Javana Jakšić | 7  | 4 | 1 |
|  | WC                  | Kayla Day     | 62 | 6 | 6 |